# Джон Айрленд (композитор)

Портрет Джона Айрленда (1919)

Джон Айрленд (англ. John Nicholson Ireland; 1879—1962) — англійський композитор, педагог.

## Біографія
Музичну освіту отримав у 1893—1901 роках в Королівському музичному коледжі. По класу композиції навчався у Ч. Станфорда і по класу фортепіано — у Ф. Кліффа. Викладав композицію у Королівському музичному коледжі (професор композиції). Серед його учнів багато англійських композиторів, зокрема, Б. Бріттен і А. Буш.
Джона Айрленда називають одним з визначних представників руху за відродження національної музичної культури в Англії.

## Вибрані твори
Для симфонічного оркестру:
- Кантата «Так має бути» для соліста, хору і оркестру (1937)
- Прелюд «Забутий обряд» (1913)
- «Лондонська увертюра» (1936)
- Увертюра «Сатирикон» (1946)
- Рапсодія «Мей-Дан» (1921)

Для фортепіано з оркестром:
- Концерт (1930)
- «Легенда» (1933)

Камерні твори:
- «Пасторальне концертино» для струнного оркестру (1939)
- 2 струнних квартети
- 5 фортепіанних тріо
- 2 сонати для скрипки і фортепіано (1909, 1917)
- Соната для віолончелі і фортепіано (1923)
- Соната для фортепіано (1920)
- Сонатина для фортепіано (1927)

Серед інших творів: для органу, романси, хори, більше 100 пісень.